# Stewart Home
Stewart Home (Londres, 1962) és un novel·lista britànic. Estarrufat i incòmode, antiheroi working class i expunk rocker. Amant i connoisseur de la música soul i de les avantguardes artístiques, ha creat artefactes literaris com 69 Things to Do with a Dead Princess o Red London. Pulp, pornografia i assaig polític conviuen en l'obra d'un activista cultural que situa la seva pròpia experiència al centre de gairebé tot el que narra. Home és, a més, un performer extrem. L'editorial Alpha Decay ha editat la seva (anti)novel·la Memphis Underground (2012).